# Das Mädchen im Park
Das Mädchen im Park (Originaltitel: The Girl in the Park) ist ein US-amerikanisches Filmdrama aus dem Jahr 2007. Regie führte David Auburn, der auch das Drehbuch schrieb.

## Handlung
Julia ist eine aufstrebende Sängerin. Sie lebt mit ihrem Mann und ihren beiden kleinen Kindern in einem Haus und hat soeben einen Plattenvertrag angeboten bekommen. Am nächsten Tag geht sie mit ihrer dreijährigen Tochter Maggie auf einen Spielplatz, wo das Kind spurlos verschwindet.
Rund 16 Jahre später hat sich Julias Leben völlig verändert: Sie ist von ihrem Mann geschieden, lebt in einer Wohnung zur Miete, hat einen Bürojob und ein schlechtes Verhältnis zu ihrem Sohn Chris, der inzwischen erfolgreich eine Baufirma leitet. Er verlobt sich mit seiner schwangeren Freundin Celeste – Julia kommt zur Feier zu spät und verlässt die Party, noch bevor sie Celestes Eltern kennengelernt hat. Am nächsten Tag sieht sie in einem Café eine junge Frau, die Ähnlichkeiten mit einer erwachsenen Maggie aufweist. Julia folgt ihr, stellt ihr spontan ein Alibi, als die Frau in einem Laden eine Sonnenbrille stiehlt, und findet sie abends vor ihrer Arbeitsstelle wieder. Die junge Frau erzählt, sie sei aus Michigan, schwanger und brauche Geld für die Heimreise. Julia schenkt ihr spontan 700 Dollar. Am nächsten Tag sieht sie die Frau mit Geldscheinen in der Hand mit Freunden in einer Bar und stellt sie empört zu Rede; Julia wird aus der Bar geworfen. Als sie auf dem Spielplatz, auf dem Maggie verschwunden war, wahllos fremde Kinder anspricht, wird sie von der Polizei verhaftet.
Am nächsten Tag steht die junge Frau vor Julias Tür. Sie gibt das Geld zurück und stellt sich als Louise vor. Julia lässt sie bei sich einziehen, gibt ihr ein eigenes Zimmer und lässt sich von ihr ausnutzen. Als Louise nachts einen Mann mit in die Wohnung bringt, flüchtet Julia zu einem Arbeitskollegen, mit dem sie eine Nacht verbringt. Sie blüht an Louises Seite auf und lässt deren Haare braun färben, sodass sie der jungen Maggie ähnelt. Maggie hatte einen charakteristischen Leberfleck am Oberschenkel, doch Julia gelingt es nicht, Louises Oberschenkel zu untersuchen. Vor ihrem Sohn präsentiert sie Louise als Arbeitskollegin, vor Arbeitskollegen als Tochter. Unterdessen findet Louise bei einem Trödelhändler eine CD Julias, die sie vor 16 Jahren veröffentlicht hatte.
Als Julia von einem zweiten Rendezvous mit ihrem Arbeitskollegen nach Hause kommt, trifft sie dort Louise mit einem Mann, den diese als ihren Bruder Stuart vorstellt. Entsetzt setzt Julia beide vor die Tür, holt Louise jedoch zurück, als Stuart sie „Maggie“ nennt. Louise berichtet nun, sie sei adoptiert und von ihren Adoptiveltern „Maggie“ genannt worden. Beim gemeinsamen Anschauen von alten Fotos setzt Julia Louise nun bewusst ihrer verschwundenen Tochter Maggie gleich. Gemeinsam gehen sie zur Feier am Vortag von Chris’ Hochzeit, wo Julia sich am Ende bedankt, dass auch „Maggie“ erscheinen durfte. Die Hochzeitsgesellschaft ist schockiert und Chris sagt Julia ins Gesicht, dass Maggie tot sei. Louise flüchtet und hat bei Julias Rückkehr auch die Wohnung verlassen. Julias CD liegt auf dem Tisch und trägt auf der Rückseite die Widmung „To Maggie“.
Julia kehrt in ihr altes Leben zurück und weist auch ihren Arbeitskollegen ab. Das Baby von Celeste, ein Mädchen, kommt zur Welt, und Julia ist glücklich, es im Arm zu halten. Zu Hause wartet eine verweinte Louise vor ihrer Tür und Julia lässt sie in die Wohnung. Louise legt in Julias Fotoalbum ein Bild, das sie als kleines Mädchen zusammen mit zwei anderen Personen zeigt.

## Kritiken
Basierend auf der Auswertung von 14 nordamerikanischen Filmkritiken wird auf Rotten Tomatoes eine Zustimmungsquote von 71 % ausgewiesen.

## Hintergründe
Der Film wurde in New York City gedreht. Er hatte seine Weltpremiere am 9. September 2007 auf dem Toronto International Film Festival 2007.